# AIK Bowling
AIK Bowling startades 1910 som en av de första bowlingföreningarna i Sverige. Föreningen har många SM-tecken i klubben, de flesta togs under 1940-talet. Det senaste SM-guldet togs 1989 i 3-mannalag för herre. 
AIK Bowling har både herr- och damlag.
AIK Bowling spelar från och med säsongen 2013/2014 i Sveriges högsta liga Elitserien.
Klubben var den ledande klubben i seriespel under det sena 1960-talet då man tog fyra allsvenska mästerskap i rad (1966-1969). Man tog också två seriemästerskap under den första halvan av 1970-talet, nämligen 1973 och 1975. 